# Frans Weisz
 (octobre 2018).
Si vous disposez d'ouvrages ou d'articles de référence ou si vous connaissez des sites web de qualité traitant du thème abordé ici, merci de compléter l'article en donnant les références utiles à sa vérifiabilité et en les liant à la section « Notes et références ».
Pour les articles homonymes, voir Weisz.
Frans Andor Benjamin Weisz dite Frans Weisz, né le  23 juillet 1938 à Amsterdam, est un réalisateur et scénariste néerlandais.

## Biographie
D'origine polonaise par son père Géza L.Weisz (1904-1944) et fils de Sara Drielsma (1904-1979).
Il est le père de l'acteur néerlandais Géza Weisz.

## Filmographie
Sauf indication contraire, les informations mentionnées dans cette section peuvent être confirmées par la base de données cinématographiques IMDb,  présente dans la section « Liens externes ».
- 1964 : Gli eroi di ieri, oggi, domani
- 1964 : Een zondag op het eiland van de Grande Jatte (court-métrage)
- 1966 : Het gangstermeisje
- 1972 : Le Cambrioleur (nl) (De inbreker)[2]
- 1973 : Lilly (nl) (Naakt over de schutting)
- 1975 : Heb medelij, Jet! (nl)
- 1975 : Julie la Rousse (nl) (Rooie Sien)[3]
- 1981 : Charlotte S. (Charlotte)
- 1982 : Een zwoele zomeravond (nl) : co-réalisé avec Shireen Strooker
- 1987 : Havinck (nl)
- 1989 : Leedvermaak (nl)
- 1993 : Op afbetaling
- 1995 : Hoogste tijd
- 1998 : Het jaar van de opvolging (nl) (série télévisée)
- 1999 : Een vrouw van het noorden[4]
- 2001 : Storm in mijn hoofd (nl)
- 2001 : Qui vive (nl)
- 2003 : Boy Ecury (nl)
- 2003 :  Ezelsoor
- 2006 : Hopsi Topsi Land
- 2008 : Terug naar Moreelse Park
- 2009 : Happy End
- 2011 : Dutch Masters in the 21st Century : co-réalisé avec Robert Oey, Rudolf van den Berg et Barbara Makkinga
- 2012 : Life? or Theatre?
- 2013 : Finn (nl)
- 2015 : Het Wolfsuur
- 2018 : Het leven is vurrukkulluk (nl)